# غار کروبرا
غار کروبرا (گرجی: კრუბერის გამოქვაბული) که گاه غار ورونیا هم نامیده می‌شود عمیق‌ترین غار شناخته‌شده جهان است. این غار در گرجستان واقع شده و محل آن در توده‌کوه آرابیکا در کوهستان گاگرا جمهوری آبخاز است.
تفاوت ارتفاع بین ورودی غار با ژرف‌ترین نقطه اکتشاف‌شده آن ۲۱۹۹ متر است. غار کروبرا در سال ۲۰۰۱ میلادی که افراد انجمن غارشناسی اوکراین به عمق ۱۷۱۰ متری آن رسیدند غار لامپرشت‌زوفن در اتریش را از نظر عمق پشت سر گذاشته و مقام اول را یافت.